# Tres Cabrones
Tres Cabrones est un album des Melvins sorti en 2013 sur le label Ipecac Recordings. Pour cet album, Dale Crover est passé à la basse car Mike Dillard (le premier batteur du groupe) a été invité à jouer de la batterie. C'est le premier album sur lequel celui-ci apparaît. Il avait juste enregistré les démos du groupe en 1983.

## Titres
1. Doctor Mule
2. City Dump
3. American Cow
4. Tie My Pecker to a Tree
5. Dogs and Cattle Prods
6. Psychodelic Haze
7. 99 Bottles of Beer
8. I told you I was crazy
9. Stump Farmer
10. In the Army Now
11. Walter's Lips
12. Stick'em up Bitch